# Springfield, Nebraska
Springfield är en ort i Sarpy County i delstaten Nebraska, USA.